# Maia Chiburdanidze
Maia Chiburdanidze (in georgiano მაია ჩიბურდანიძე?; in russo Майя Григорьевна Чибурданидзе?; Kutaisi, 17 gennaio 1961) è una scacchista georgiana (sovietica fino al 1992), grande maestro.
Divenne campionessa del mondo nel 1978 all'età di 17 anni (la più giovane della storia degli scacchi) e mantenne il titolo fino al 1991.

## Biografia
All'età di 13 anni vinse nel 1974 a Brașov il primo torneo internazionale a cui partecipò e l'anno successivo vinse un altro torneo a Tbilisi. Nel 1976 vinse il campionato sovietico femminile giovanile e l'anno successivo il titolo assoluto, conquistando il titolo di Grande Maestro Femminile. Il suo allenatore era in quegli anni il grande maestro Ėduard Gufel'd.

### Campionessa del mondo (1978-91)
Majja Čiburdanidze dimostrò di essere una seria pretendente al titolo mondiale classificandosi seconda all'interzonale femminile di Tbilisi 1976 e qualificandosi per il torneo delle candidate del 1977. Sorprese tutti arrivando alla finale e battendo Alla Kušnir 7 ½ - 6 ½, acquisendo così il diritto di disputare il match con la campionessa in carica Nona Gaprindashvili. Il match si svolse a Pitsunda dal 18 agosto all'8 ottobre 1978 e vide prevalere la Čiburdanidze per 8 ½ a 6 ½. A soli 17 anni e 7 mesi (un record battuto nel 2010 dalla cinese Hou Yifan) divenne la sesta campionessa del mondo.
Difese con successo il titolo quattro volte:
- nel 1981 pareggiò 8 - 8 a Borjomi contro Nana Aleksandrija, mantenendo, come previsto dal regolamento, il titolo
- nel 1984 vinse 8 - 5 a Volgograd contro Irina Levitina
- nel 1986 vinse a Sofia 8 ½  - 5 ½ contro Elena Achmylovskaja
- nel 1988 vinse di misura (8 ½ a 7 ½) a Tel Aviv contro Nana Ioseliani.

Nel 1984 divenne la seconda donna, dopo Nona Gaprindashvili, ad ottenere il titolo di Grande Maestro assoluto.

### Perde il titolo mondiale
Gli anni '90 videro entrare in scena le forti giocatrici cinesi. Fino ad allora tutte le pretendenti al titolo mondiale femminile provenivano dal blocco sovietico o dai paesi dell'est europeo. La ventenne Xie Jun si qualificò nel febbraio 1991 per il match con la Čiburdanidze e vinse a Manila per 8 ½ a 6 ½. Il regno della Čiburdanidze era durato 16 anni, il secondo più lungo dopo quello di Vera Menchik, che durò 18 anni, dal 1927 fino alla morte nel 1944.
Tentò di riconquistare il titolo, ma con l'avvento delle formidabili sorelle Polgár ciò diventò difficile. Nel torneo dei candidati femminile di Tilburg 1994 arrivò prima a pari punti con Zsuzsa Polgár, ma perse nettamente il match di spareggio 5 ½ - 1 ½. In seguito, nonostante non approvasse il sistema dell'eliminazione diretta, partecipò ancora ai cicli di qualificazione per il titolo mondiale. Nel 2001 arrivò alla semifinale, ma venne battuta dalla cinese Zhu Chen, che poi conquistò il titolo.
Nel 2004 arrivò ancora alla semifinale, ma perse contro Antoaneta Stefanova, che poi diventerà campionessa.

### Altri risultati
Majja Čiburdanidze ha partecipato anche a molti tornei "maschili". Ottenne il primo posto ai tornei di Nuova Delhi 1984, Banja Luka 1985, Belgrado 1992, Vienna 1993 e Lippstadt 1995.
Ottenne eccellenti risultati alle olimpiadi: partecipò a 15 edizioni dal 1978 al 2008 (sette volte con l'URSS e otto con la Georgia), con il risultato complessivo di +89 =73 –5 (75,1%). Vinse il numero record di 28 medaglie: 15 d'oro (6 individuali e 9 di squadra), 5 d'argento (2 individuali e 3 di squadra) e 8 di bronzo (7 individuali e una di squadra).